# Vincenzo Lante
Vincenzo Lante (Belluno, 9 novembre 1879 – Belluno, 26 febbraio 1956) è stato un politico italiano.

## Biografia
Socialista, è stato l'ultimo sindaco di Belluno prima della dittatura fascista, in carica dal novembre 1920 al dicembre 1922. Nel secondo dopoguerra ha rivestito nuovamente la carica dal 1946 al 1951.
Muore nel febbraio 1956 all'età di 76 anni.